# Remolcador

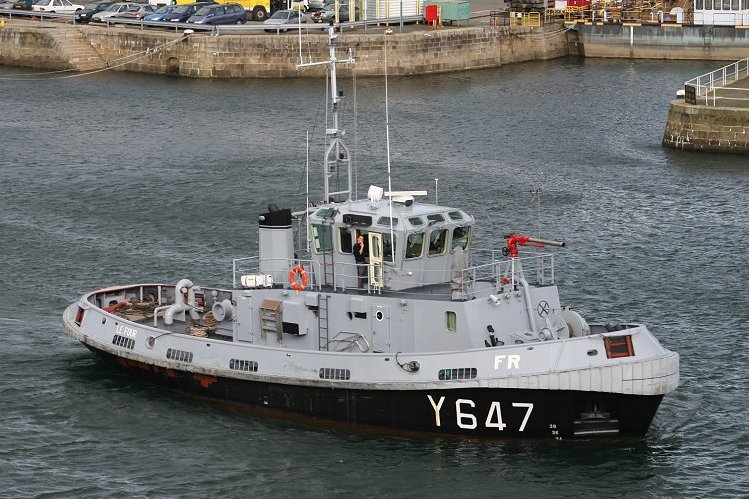
Le Four, maniobrant al moll de Brest.

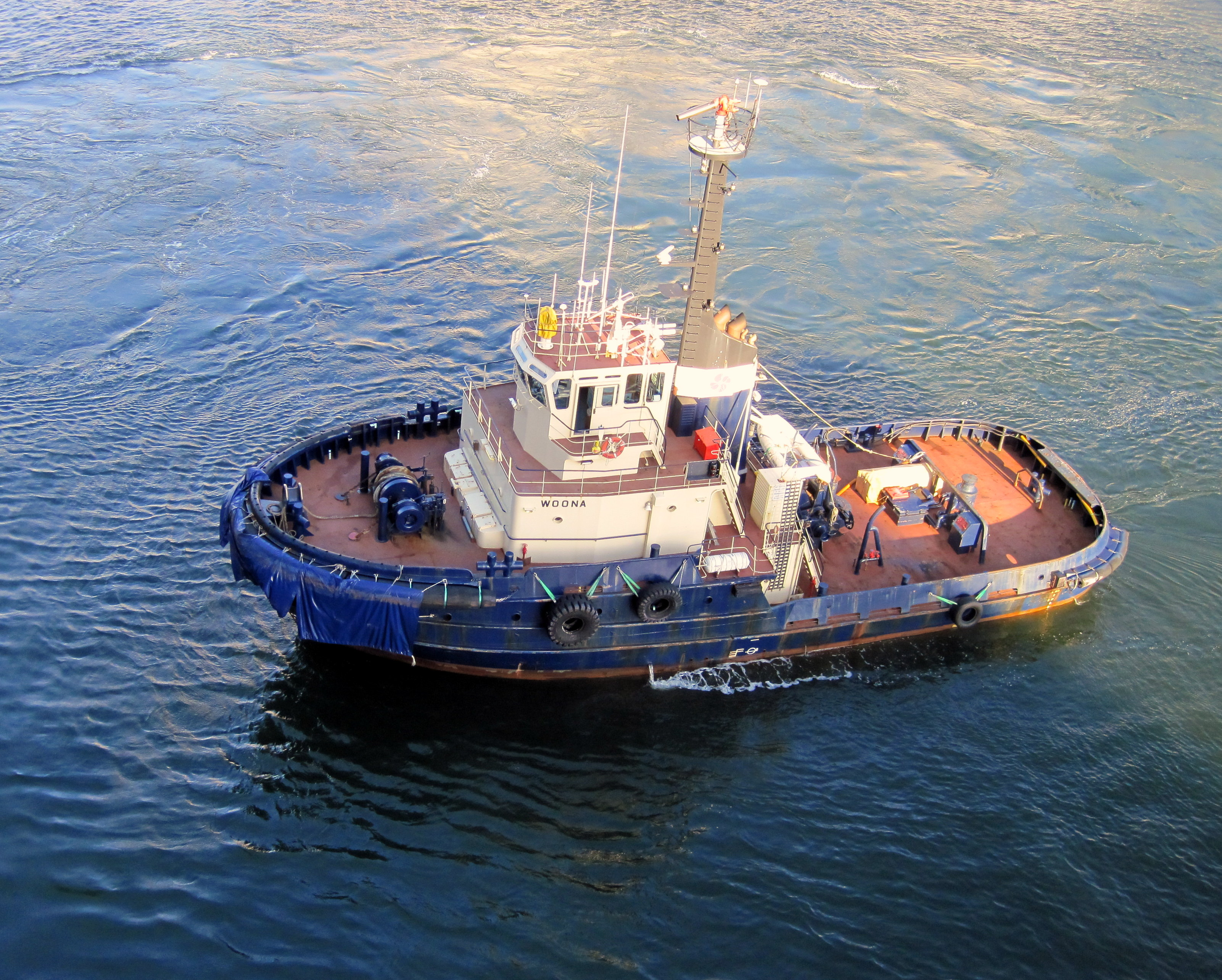
Remolcador al port de Sydney, Austràlia

Un  remolcador  és un tipus d'embarcació utilitzada per ajudar a maniobrar a altres embarcacions, principalment a remolcar o a empènyer embarcacions o similars als ports, però també en mar obert o en rius i canals. També es fan servir per a remolcar barcasses, vaixells avariats o altres equips.
En els ports, el seu objectiu és guiar acuradament l'embarcació al seu destí d'atracada on es durà a terme la càrrega i descàrrega. En alguns casos pot portar a la representació de l'autoritat de port, transferir-lo al vaixell per acompanyar el capità en la maniobra mentre el remolcador acompanya la trajectòria i maniobra d'entrada a port. Garanteix així la prevenció d'accidents i col·lisions amb estructures, terra ferma i altres embarcacions.

## Característiques
Els remolcadors són molt forts per a la seva mida. Els primers remolcadors tenien un motor a vapor; actualment funcionen amb dièsel. Els motors dels remolcadors típicament produeixen de 750 a 3.000 cavalls de força (de 500 a 2.000 kW), però els més grans (usats en aigües més profundes) poden produir fins a 25.000 cavalls de força (20.000 kW). Els motors sovint són els mateixos que els de les locomotores, però típicament mouen les hèlixs mecànicament en comptes de convertir el resultat a energia per a motors elèctrics, com és comú a les locomotores. Per seguretat, els motors dels remolcadors tenen dos elements de cada part crítica com redundància.

Diagrama amb les parts d'un remolcador.